# Konfitura szczecińska z zielonych pomidorów

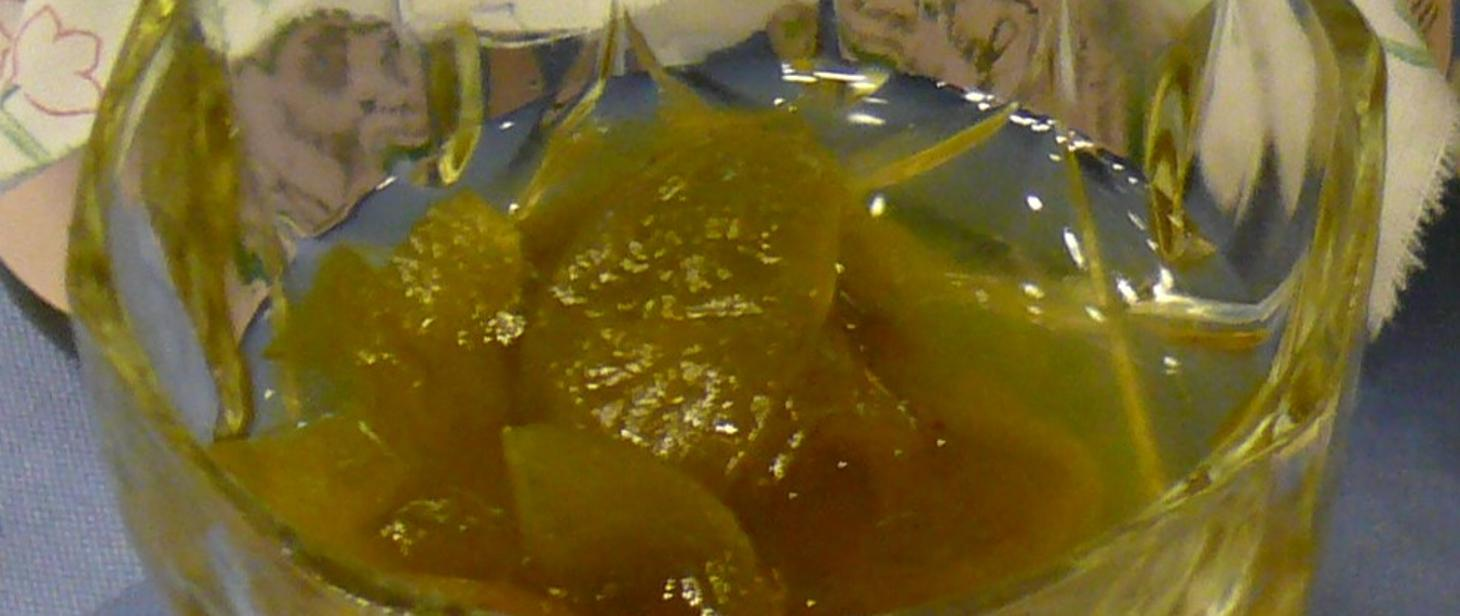
Konfitura szczecińska z zielonych pomidorów

Konfitura szczecińska z zielonych pomidorów – regionalny produkt spożywczy, charakterystyczny dla gminy Dolice (powiat stargardzki). 29 lipca 2013 wpisany na polską listę produktów tradycyjnych (zgłaszającymi byli Bożena i Ryszard Jaszczowscy).

## Historia
Pomidory pojawiły się na stołach Pomorza Zachodniego w latach 30. XIX wieku, ale nie zdobyły sobie popularności. Na większą skalę zaczęły być spożywane dopiero na początku XX wieku. W tych latach, jako dodatek do dań na różnych uroczystościach, zaczęła być znana konfitura z zielonych pomidorów. Przepis na ten specjał zamieszczono m.in. w książce kucharskiej z lat 30. XX wieku Stettiner Geschenk-Kochbuch für junge Ehe, gdzie napisano: Na pół dojrzałe i jeszcze zielone pomidory pokroić na plasterki, polać octem i odstawić na noc. Pół funta pomidorów zalać syropem z ¾ funta cukru rozpuszczonego w wodzie z częścią octu pomidorowego (…) i zagotowanego z odrobiną cynamonu, imbiru, skórki z cytryny oraz kilkoma goździkami. Kolejnego dnia ponownie zagotować syrop i gotować w nim pomidory przynajmniej przez ¼ godziny. Następnie wyjąć je, sam syrop gotować jeszcze dłużej, wylać na pomidory, wymieszać. Po przestudzeniu dodać trochę koniaku lub araku, przelać do słoika i zakręcić. Tradycja przyrządzania konfitury przetrwała II wojnę światową i została przejęta przez polskich osadników, jednak z pewnymi modyfikacjami smakowymi.

## Charakterystyka
Umyte pomidory są krojone w ósemki, parzone gorącą wodą, skrapiane spirytusem i pozostawiane. Po trzech dniach są gotowane w syropie, aż staną się szkliste. W końcowej fazie gotowania dodaje się sok i skórkę cytrynową. Pomidory pochodzą głównie z niedużych, rodzinnych upraw województwa zachodniopomorskiego.
Konfitura z zielonych pomidorów podawana jest głównie do mięs, zwłaszcza wołowiny, ale także do ciast i deserów.

## Nagrody i wyróżnienia
W 2007 konfitura zdobyła II miejsce w konkursie „Nasze Kulinarne Dziedzictwo – Smaki Regionów” w kategorii „Produkty i przetwory pochodzenia roślinnego”. W 2012 produkt otrzymał nagrodę „Perła”.